# كوبلاند (دائرة انتخابية في المملكة المتحدة)
كوبلاند (بالإنجليزية: Copeland)‏ هي إحدى الدوائر الانتخابية في المملكة المتحدة الممثلة في مجلس العموم في برلمان المملكة المتحدة.
عضو البرلمان الذي يمثلها حالياً هو :Mr Jamie Reed (Lab).